# Monte della Ganzaria
Il Monte della Ganzaria è una zona montuosa della Sicilia, facente parte della porzione più meridionale dei Monti Erei a cavallo delle provincie di Catania e Caltanissetta nella Sicilia sud orientale.

## Inquadramento ambientale
La montagna della Ganzaria ricade principalmente nei territori di San Michele di Ganzaria e Caltagirone (provincia di Catania) e in piccola parte in quello di Mazzarino (provincia di Caltanissetta). L'areale ha una superficie complessiva di circa 1.500 ha; tutta quest'area fa parte del Demanio Regionale ed è gestita dall'Ispettorato Regionale Ripartimentale delle Foreste. La quota massima è di 791 m s.l.m.
È un sito a elevato interesse naturalistico. Questa montagna, oltre a offrire un belvedere naturale, presenta una variegata morfologia e ospita numerose formazioni vegetali che la rendono paesaggisticamente gradevole.

## Geologia
Le formazioni geologiche dominanti sono rappresentate, dal basso verso l'alto, da argille e sabbie con intercalazioni suborizzontali di quarzareniti plio-pleistoceniche.
Le quote altimetriche sono comprese tra circa 400 m, alla base di Monte Curma dei Laghi, e 791 m, in corrispondenza del segnale Cimiotto in località Monte della Scala.

## Vegetazione
È particolarmente nota per le diverse specie di orchidee che ospita.
Sui terreni sedimentari cresce una vegetazione di tipo zonale che rientra fra quella della fascia termomediterranea (da 50 a 500 m) e mesomediterranea (da 500 a 1.000 m).
Nella prima di esse è presente la macchia mediterranea, mentre nella seconda troviamo le sugherete e le leccete.
La vegetazione della Montagna della Ganzaria comprende sia aree boscate artificiali che aree boscate naturali.
Le aree boscate artificiali: sono rappresentate da rimboschimenti a Pino domestico (Pinus pinea), Pino d'Aleppo (Pinus halepensis) ed Eucalipto (Eucaliptus camaldulensis).
Le formazioni arboree naturali sono, invece, costituite da lembi di vegetazione a Quercus suber e da esigui nuclei boschivi a Quercus ilex e Quercus virgiliana.
Diffusi sono gli aspetti di degradazione della vegetazione boschiva naturale, quali:
- la macchia mediterranea;
- la gariga;
- la prateria mediterranea xerotermofila.

Nella macchia troviamo le seguenti piante arbustive:
- Ginestra odorosa (Spartium junceum)
- Cornetta (Coronilla emerus)
- Legno puzzo (Anagyris foetida)
- Pero mandolino (Pyrus amygdaliformis)
- Lentisco (Pistacia lentiscus)
- Sommacco (Rhus coriaria)
- Palma nana (Chamaerops humilis)
- Cisto di Montpellier (Cistus monspeliensis)

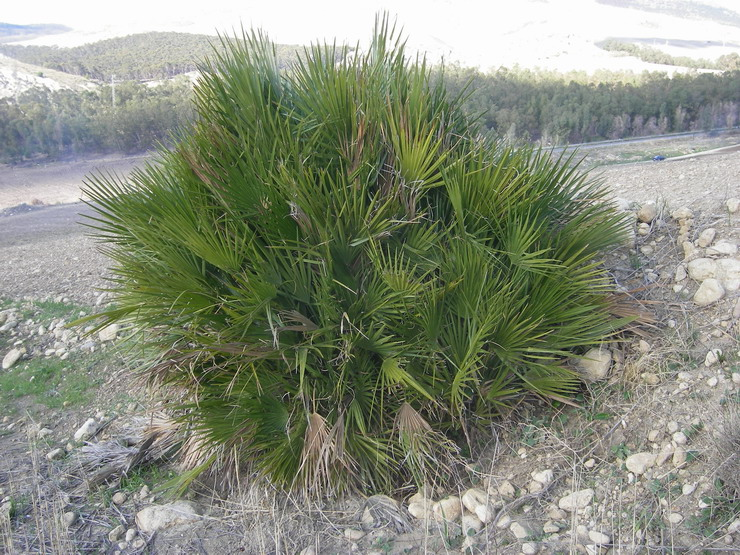
Cespuglio di palma nana, detta Scupazzu

Tra queste la Palma nana, fino a pochi anni fa, era importante perché costituiva materia prima per un fiorente artigianato locale: dalle sue foglie si ricavavano lunghe fibre che poi veniva intrecciate per ottenere oggetti vari (scope, stuoie, cordami, ecc…) oppure si ricava il crine vegetale che serviva per imbottire materassi e poltrone.
La gariga che è una formazione vegetale composta da bassi sufrutici sempreverdi, si è sviluppata negli spazi liberi, creati in seguito a incendi verificatesi nel tempo.
Nella gariga, in particolare, si osservano le seguenti specie:
- Il Rosmarino (Rosmarinus officinalis)
- Il Timo (Thymus capitatus)
- Il Cisto femmina (Cistus salvifolius)
- Il Cisto comune (Cistus creticus)
- Il Cisto di Montpellier (Cistus monspeliensis)
- Il Camedrio femmina (Teucrium fruticans)
- L'Ononide bacaja (Ononis natrix ssp. ramosissima (Desf.) Battandier et Trabut)

Nella gariga, inoltre, sono presenti diverse specie di Orchidaceae.

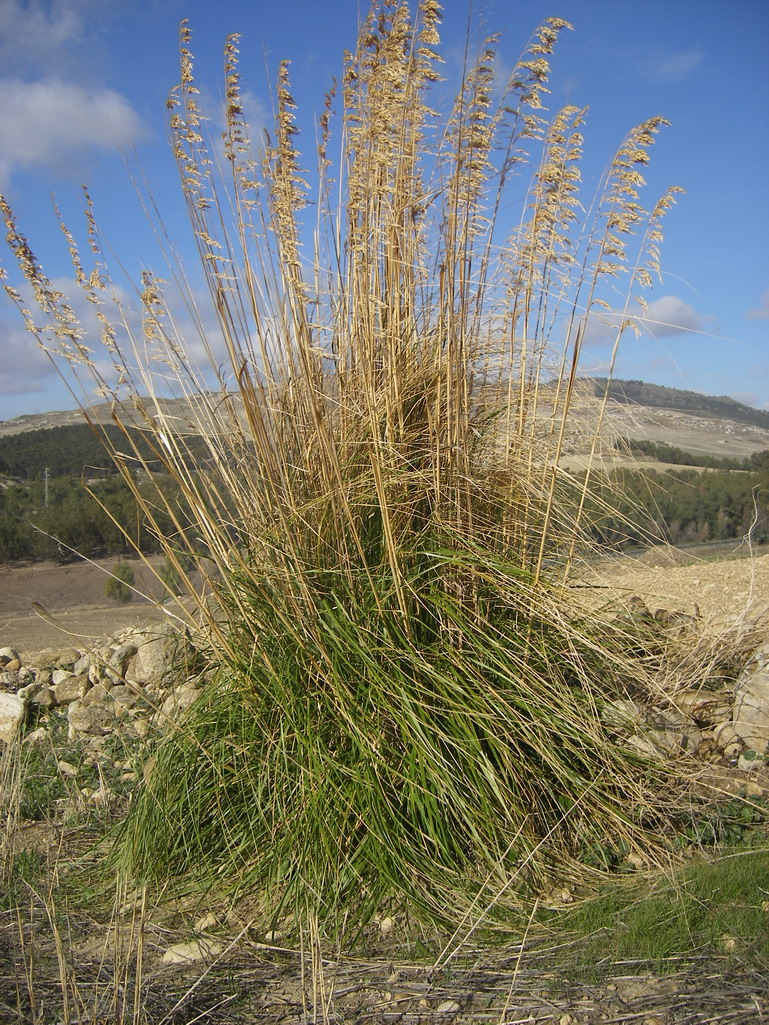
Il Tagliamani o Disa Ampelodesmos
mauritanicus

Le praterie xerotermofile sono caratterizzate da:
- Il Tagliamani o Disa (Ampelodesmos mauritanicus (Poiret) Dur. Et Sch.)
- Il Barboncino mediterraneo (Cymbopogon hirtus (L.) Janchen.)

In particolare le formazioni ad ampelodesmeti, oltre a essere prevalenti e più ricche, si presentano con un elevato numero di specie appartenenti alla famiglia delle orchidacee.

Accanto a tale vegetazione zonale si trova la vegetazione riparia (extrazonale) di cui sono individuabili essenzialmente due aspetti:
- Il bosco ripariale e sottobosco che si caratterizza per la presenza di Salici (Salix alba, Salix pedicellata) Pioppi (Populus nigra), e Tamerici (Tamarix gallica).
- Il canneto, invece, è caratterizzato dalla cannuccia di Plinio (Arundo pliniana)